# Onza (moneda)

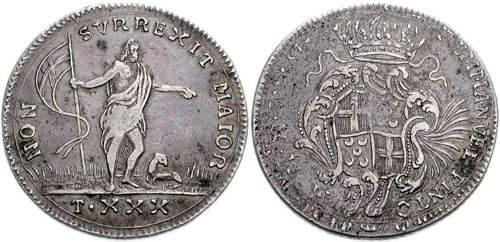
Una onza de Malta de 1741 a 1773.

En el sur de Italia, la onza fue una unidad de cuenta durante la Edad Media y, posteriormente, una moneda de oro acuñada entre 1732 y 1860. También se acuñó en los territorios del sur de Italia del Imperio español, y los Caballeros de Malta acuñaron una moneda de plata del mismo valor. El nombre se deriva de uncia de la Antigua Roma. A veces puede traducirse como oncia.
En los reinos medievales de Nápoles y Sicilia, una onza equivalía a 30 taris, 600 granos y 3600 denaros. Convencionalmente, una suma de dinero se indica con números de onza, tari, grano y denaro separados por puntos, así 2.2.15.1 indica 2 onzas, dos taris, 15 granos y 1 denaro. Aunque la onza nunca se acuñó en la Edad Media, era la unidad básica de cuenta. Se acuñaron las denominaciones menores, como el ducado (seis de los cuales equivalían a una onza) y el carlin (60 por onza). Federico II Hohenstaufen introdujo el augustal, que era un cuarto de onza.